# Explosion d'Ojhri
 (octobre 2023).
Si vous disposez d'ouvrages ou d'articles de référence ou si vous connaissez des sites web de qualité traitant du thème abordé ici, merci de compléter l'article en donnant les références utiles à sa vérifiabilité et en les liant à la section « Notes et références ».
L'explosion d'Ojhri (en ourdou : اوجھڑی کیمپ) est une catastrophe survenue le 10 avril 1988 dans un dépôt de munitions de l'armée pakistanaise situé dans le district de Rawalpindi. 
Le camp d'Ojhri est un dépôt de munitions vieillissant datant de la Seconde Guerre mondiale et recevant un stock d'armes très important dans le cadre de la guerre d'Afghanistan. L'immense explosion le 10 avril 1988 est très largement entendue à Rawalpindi et dans la capitale Islamabad. Elle tue près d'une centaine de personnes. 
Le Premier ministre Muhammad Khan Junejo tente de diligenter une enquête sur cette catastrophe, mais il est démis de son poste à peine un mois plus tard par le président Muhammad Zia-ul-Haq.